# Mortrée
Mortrée är en kommun i departementet Orne i regionen Normandie i nordvästra Frankrike. Kommunen ligger i kantonen Mortrée som tillhör arrondissementet Argentan. År 2022 hade Mortrée 1 125 invånare.

## Befolkningsutveckling
Antalet invånare i kommunen Mortrée
| Referens: INSEE |